# Lorenzo Zazzeri
Lorenzo Zazzeri (Florença, 9 de agosto de 1994) é um nadador italiano, medalhista olímpico.

## Carreira
Zazzeri conquistou a medalha de prata nos Jogos Olímpicos de Verão de 2020 em Tóquio na prova de revezamento 4×100 m livre masculino, ao lado de Alessandro Miressi, Thomas Ceccon, Manuel Frigo e Santo Condorelli, com a marca de 3:10.11.